# Friedrich Karl Hermann Kruse

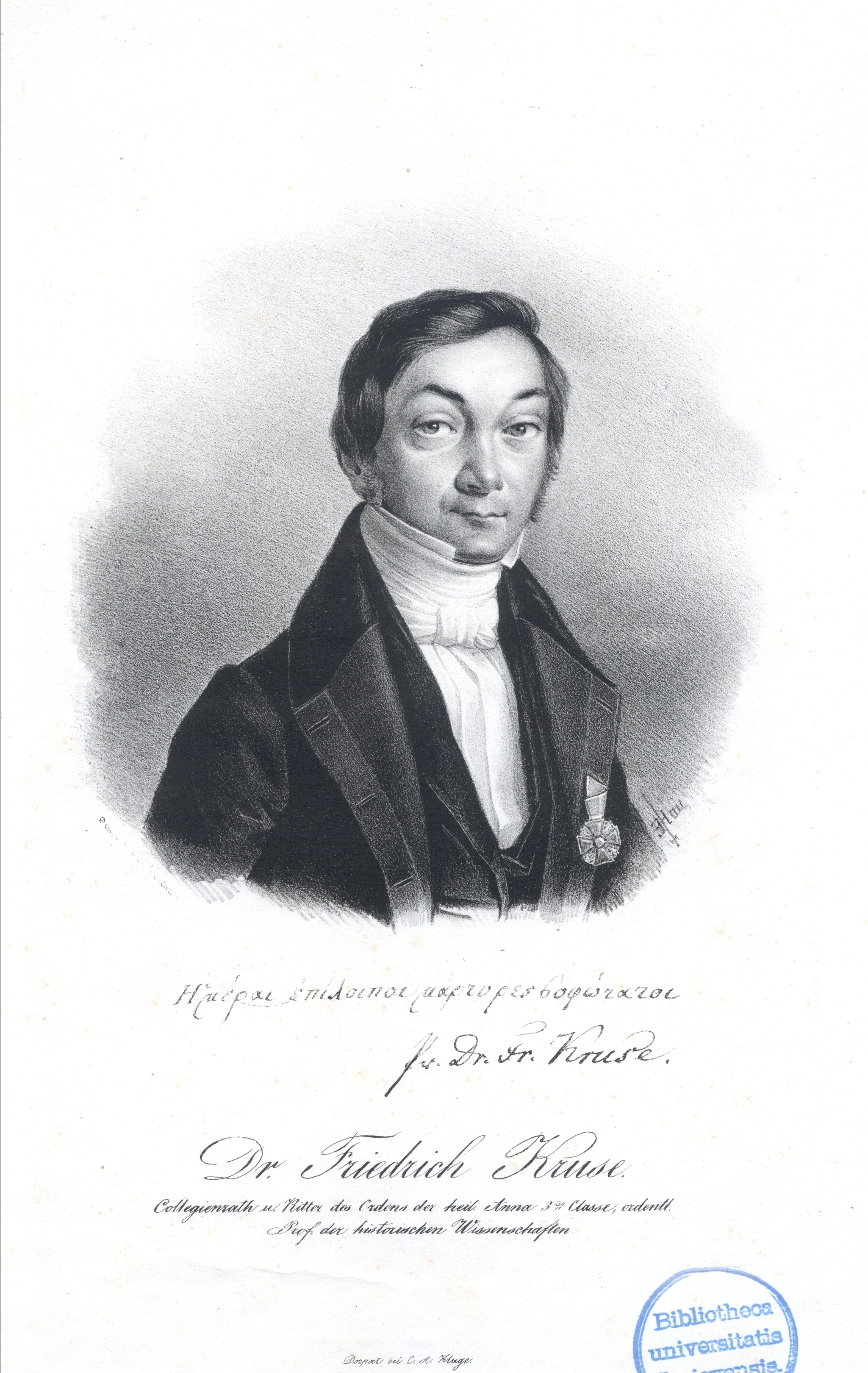
Friedrich Karl Hermann Kruse.

Friedrich Karl Hermann Kruse, född 21 juli 1790 i Oldenburg, död 3 augusti 1866 i Gohlis, var en tysk historiker. Han var son till Christian Kruse.
Kruse var 1828–1853 professor i historia vid Dorpats universitet. Hans främsta arbeten behandlar den äldre geografin och östersjöprovinsernas historia.